# Венарота
Венарота (итал. Venarotta) насеље је у Италији у округу Асколи Пичено, региону Марке.
Према процени из 2011. у насељу је живело 1091 становника. Насеље се налази на надморској висини од 426 м.

## Становништво
| 1931. | 1936. | 1951. | 1961. | 1971. | 1981. | 1991. | 2001. | 2011. |
| ----- | ----- | ----- | ----- | ----- | ----- | ----- | ----- | ----- |
| 3.661 | 3.880 | 3.960 | 3.122 | 2.154 | 2.197 | 2.272 | 2.270 | 2.146 |